# 蕭琛
蕭 琛（しょう ちん、建元2年（480年）- 中大通3年2月15日（531年3月18日））は、南朝斉から梁にかけての官僚・文人。竟陵八友のひとりとして知られる。字は彦瑜。本貫は南蘭陵郡蘭陵県。

## 経歴
宋の太中大夫の蕭恵訓の子として生まれた。数歳のときに従伯父の蕭恵開が「必ずやわが一族を興さん」と言ってかれの背中を撫でた。蕭琛は若くして賢明で理解が早く、弁論の才能があった。斉の太学博士を初任とした。王倹が楽遊苑で宴会を開いたとき、蕭琛は虎皮の靴を履き、桃の枝を鞭として、王倹に面会して語り合い、気に入られた。王倹が丹陽尹となると、蕭琛は召し出されて主簿となった。南徐州の秀才として挙げられ、諸官を歴任して司徒記室となった。
永明9年（491年）、斉が北魏と講和すると、蕭琛は命を受けて北魏の都の平城におもむいた。帰国すると、通直散騎侍郎となった。北魏の使者の李道固が来朝すると、武帝が宴会を開いた。蕭琛が李道固に酒を勧めたところ、李道固は「公庭に私礼なく、勧めを受けることはできません」と言って受けなかった。そこで蕭琛は「『詩経』に『我が公田に雨ふり、ついに我が私田に及ぶ』と言っています」と答えた。座にいる者はみな感服し、李道固は蕭琛の酒を受けた。
蕭琛は司徒右長史に転じた。晋熙王長史・行南徐州事として出向した。建康に召還されて少府卿・尚書左丞を兼ねた。
東昏侯が即位すると、即位時に祖廟に拝礼する儀礼の典拠が議論された。蕭琛は『詩経』周頌の烈文篇や閔予小子篇に即位時の朝廟の典拠があると主張し、かれの意見が採用された。蕭衍が建康を制圧すると、蕭琛は驃騎諮議として召し出され、録事を兼ね、給事黄門侍郎に転じた。蕭衍が梁公となると、蕭琛は御史中丞となった。
天監元年（502年）、梁の武帝（蕭衍）が即位すると、蕭琛は太子庶子に転じ、宣城郡太守として出向した。建康に召還されて衛尉卿となり、まもなく員外散騎常侍に転じた。天監3年（504年）、太子中庶子・散騎常侍に任じられた。天監9年（510年）、寧遠将軍・平西長史・江夏郡太守として出向した。
かつて蕭琛が宣城郡太守であったとき、北魏の僧が南に渡ってきて、ひょうたんの中に『漢書』の序伝を入れてもたらした。僧は「三輔の旧老が代々伝えたもので、班固の真本である」と主張した。蕭琛が強く求めてこれを入手すると、その書は当時伝わっていたものとは多くの異同があり、紙や墨もまた古く、文字の多くは龍挙の例のごとくで隷書でも篆書でもなかったため、蕭琛はこれを秘蔵した。蕭琛が江夏郡に赴任するにあたって、この書を鄱陽王蕭範に与えると、蕭範は昭明太子に献上した。
まもなく蕭琛は安西長史・南郡太守に転じた。母が死去すると、官を去って喪に服したが、さらに父の死去が続いた。喪が明けると信武将軍・護軍長史として再起し、貞毅将軍・太尉長史となった。信威将軍・東陽郡太守として出向し、呉興郡太守に転じた。呉興郡に項羽の廟があり、現地の民は憤王と呼んで、霊験高いとされていた。呉興郡は郡庁の中に憤王の神座を設けて、以前の太守たちはみな庁内の祠を拝むようになっていた。蕭琛が呉興郡に赴任すると、庁内の神座を廟に帰した。牛を殺して祟りを避ける風習を禁止し、干し肉を肉に代えた。
普通元年（520年）、召還されて宗正卿となり、左民尚書に転じ、南徐州大中正・太子右衛率を兼ねた。度支尚書・左驍騎将軍・領軍将軍に転じ、秘書監・後軍将軍となり、侍中に転じた。武帝は西邸にいたころから蕭琛と親しくつきあっており、朝に宴会を開くごとに、蕭琛のことを「宗老」と呼んで尊敬を示した。蕭琛はつねづね「少壮のころは音律・書・酒の3つを好んでいました。歳をとって以来、音律と酒はやめてしまったものの、ただ書籍については衰えません」と言っていた。
大通2年（528年）、金紫光禄大夫となり、特進を加えられた。中大通元年（529年）、雲麾将軍・晋陵郡太守とされたが、病のために自ら辞職し、侍中・特進・金紫光禄大夫の位を受けた。
中大通3年2月乙卯（531年3月18日）、死去した。享年は52。本官に加えて雲麾将軍の位を追贈された。諡は平子といった。

## 伝記資料
- 『梁書』巻26 列伝第20
- 『南史』巻18 列伝第8